# Sibon linearis
Sibon linearis är en ormart som beskrevs av Perez-Higareda, Lopez-Luna och Smith 2002. Sibon linearis ingår i släktet Sibon och familjen snokar. Inga underarter finns listade i Catalogue of Life.
Arten är endast känd från en liten region i delstaten Veracruz i sydöstra Mexiko. Individerna lever i tropiska fuktiga skogar och de gömmer sig ofta i lövskiktet. Honor lägger antagligen ägg.
Det enda exemplaret som upptäcktes 1983 levde i en skyddszon. Populationens storlek är okänd. IUCN kategoriserar arten globalt som otillräckligt studerad.